# Alf Mork
Alf Magne Mork, född 11 februari 1926 i Norge, död 8 maj 2007, var en svensk reklamman, kreatör och författare. Mork kom till Sverige och började på reklambyrån Arbmans i slutet av 50-talet där han arbetade som art director i en kreatörskonstellation tillsammans med copywritern Leon Nordin. Mork blev en av de stora förnyarna av den svenska reklamformen under 1960- och -70-talen och vann totalt elva guldägg.